# Puy-du-Lac
Puy-du-Lac ist eine französische Gemeinde mit 521 Einwohnern (Stand: 1. Januar 2022) im Département Charente-Maritime in der Region Nouvelle-Aquitaine (vor 2016: Poitou-Charentes); sie gehört zum Arrondissement Saint-Jean-d’Angély und zum Kanton Saint-Jean-d’Angély. Die Einwohner werden Puy-Lacquois und Puy-Lacquoises genannt.

## Geographie
Puy-du-Lac liegt etwa 25 Kilometer nordnordwestlich von Saintes am Fluss Boutonne, der die südliche Gemeindegrenze bildet, in der Saintonge. Umgeben wird Puy-du-Lac von den Nachbargemeinden Tonnay-Boutonne im Norden und Nordosten, Archingeay im Osten, Champdolent im Süden und Südwesten sowie Saint-Coutant-le-Grand im Westen.

## Bevölkerungsentwicklung
| Jahr                       | 1962 | 1968 | 1975 | 1982 | 1990 | 1999 | 2006 | 2019 |
| Einwohner                  | 298  | 272  | 209  | 206  | 248  | 280  | 345  | 512  |
| Quellen: Cassini und INSEE |      |      |      |      |      |      |      |      |

## Sehenswürdigkeiten
- Kirche Notre-Dame-de-l’Assomption aus dem 12. Jahrhundert, umgebaut im 19. Jahrhundert
- Schloss La Grève
- Mühle von La Jarrie

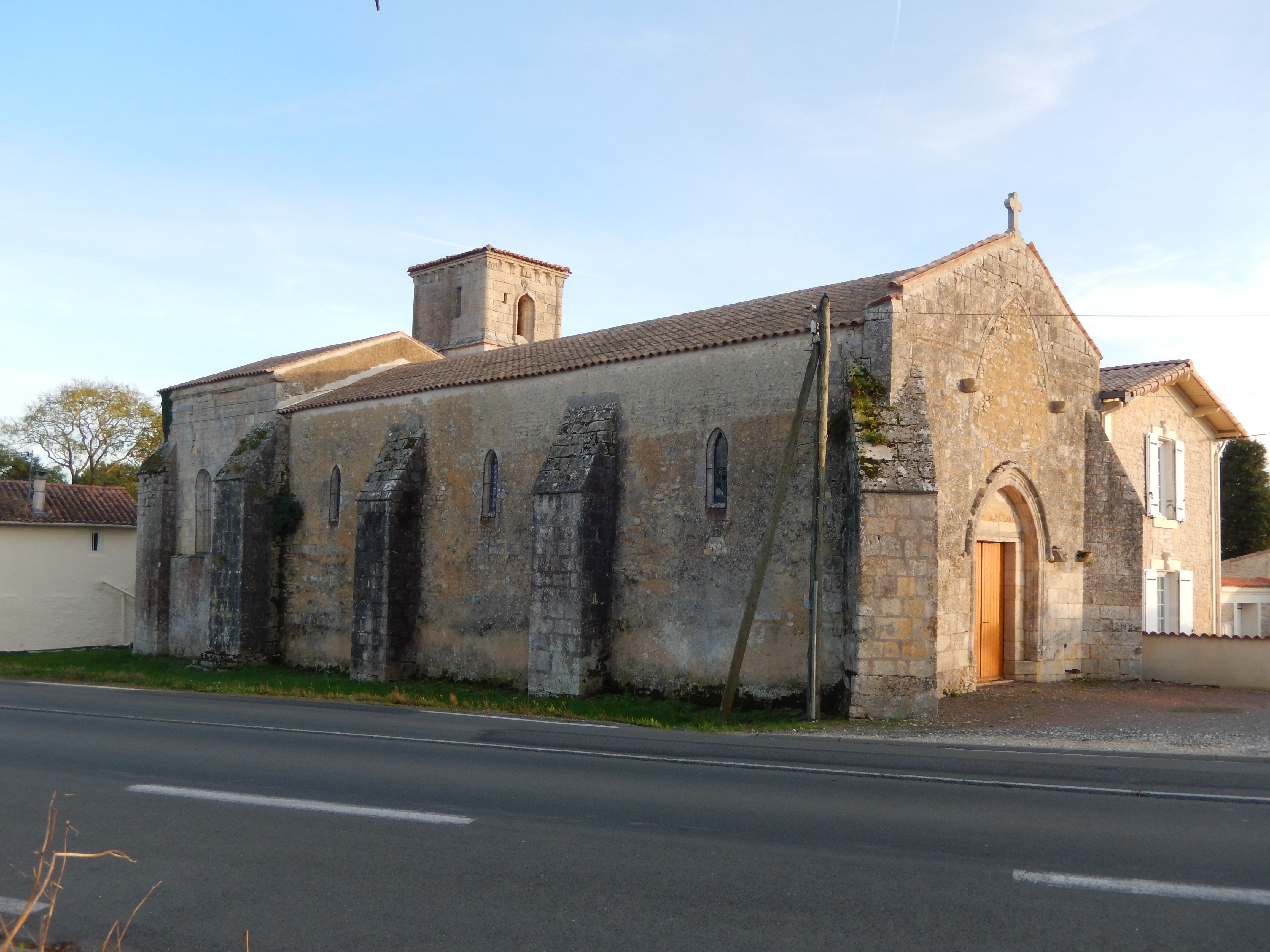
Kirche Notre-Dame-de-l’Assomption
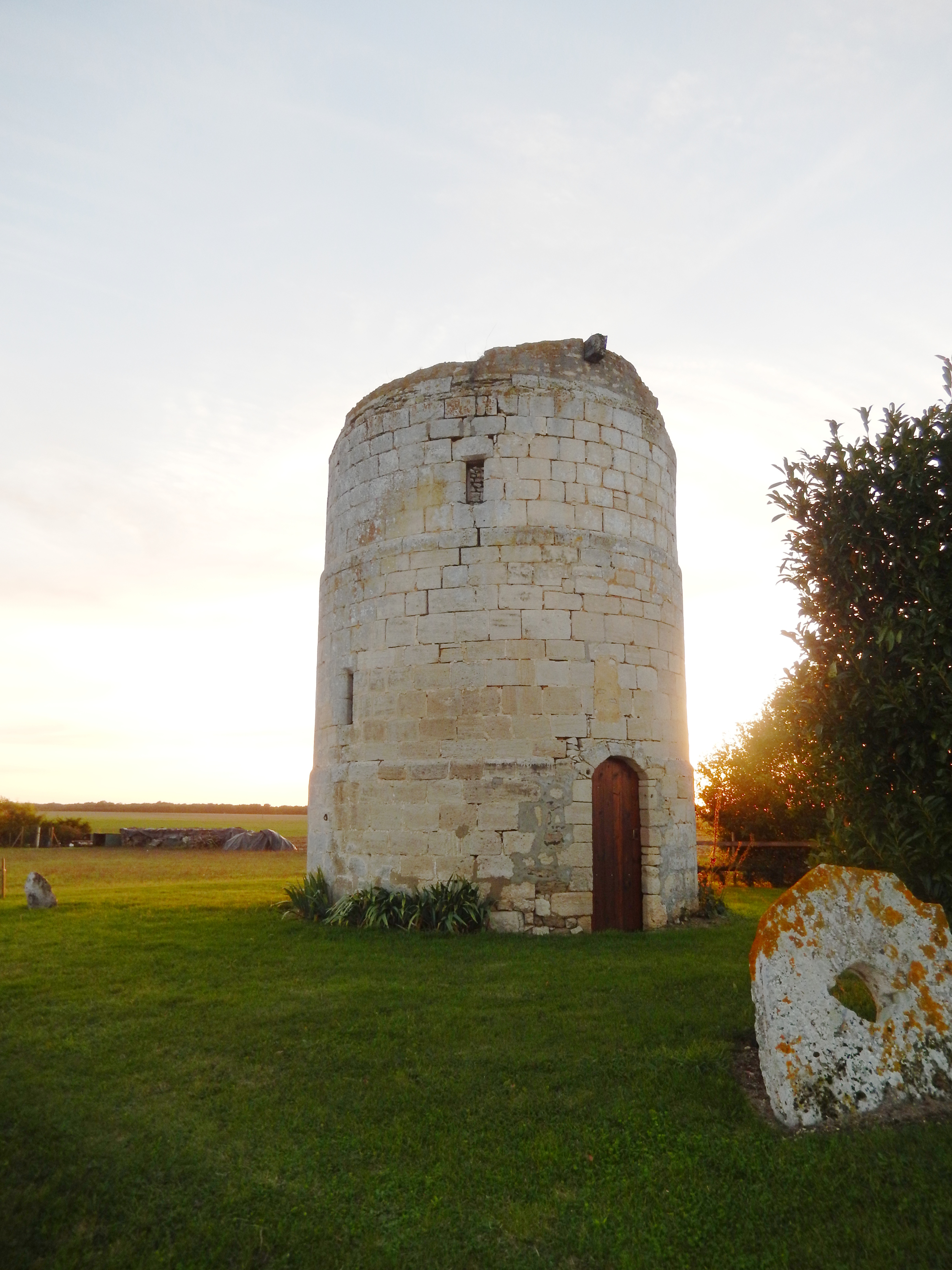
Mühle von La Jarrie